# Lasiosphaeriopsis pilophori
Lasiosphaeriopsis pilophori är en lavart som beskrevs av Mikhail P. Zhurbenko och Dagmar Triebel. 
Lasiosphaeriopsis pilophori ingår i släktet Lasiosphaeriopsis, och familjen Nitschkiaceae. Arten är reproducerande i Sverige.